# Диттель, Пауль
Пауль Диттель (нем. Paul Dittel; 14 января 1907, Митвайда , земля Саксония — 1976) — видный партийный и государственный деятель нацистской Германии, один из руководителей Главного управления имперской безопасности (РСХА), оберштурмбаннфюрер СС, начальник VII управления (Справочно-документальная служба) Главного управления имперской безопасности нацистской Германии (сентябрь 1942—май 1945). Немецкий историк и англист.
Сыграл центральную роль в нацистской политике нацистской Германии по конфискации библиотек и литературных коллекций из оккупированных стран.

## Биография
Сын школьного учителя.
Получил высшее образование в университетах Граца и Лейпцига. Изучал философию, историю, географию и английскую литературу.
После окончания учёбы в 1932 отправился в Англию на работу в качестве преподавателя в Лестере, затем работал в библиотеках Британского музея и Королевского географического общества в Лондоне . Получил докторскую степень по философии, защитив диссертацию по колонизации Африки ("Die Besiedlung Südnigeriens von den Anfängen bis zur britischen Kolonisation" - "Поселение южной Нигерии от ее истоков до британской колонизации")
В 1933 году вернулся в Германию, где шесть месяцев служил в пехотном полку. В том же году вступил в НСДАП, с сентября 1933 по февраль 1935 — инструктор в SA-Standarte 107 в Лейпциге .
Член СС (билет № 267 209). С 1935 — начальник издательского отдела Службы безопасности (СД) в Лейпциге. В 1936—1937 — глава спецархива Главного управления СД по масонству.
В конце 1939 стал одним из нескольких членов Аненербе, отобранных В. Зиверсом для поездки в Польшу с целью конфискации музейных коллекций.
При создании РСХА возглавил отдел II C3 (затем VII C1), который ведал архивом II (после реорганизации — VII) управления, занимавшегося исследованиями политических идей в Германии и за рубежом. В сентябре 1942 сменил Зикса на посту начальника VII управления РСХА. Оставался во главе управления до окончания войны.
Курировал издание ряда антимасонских книг из коллекции материалов, собранных им, а также создание антимасонской библиотеки. Был также ответственным за подготовку специальной коллекции книг по оккультным наукам, таким как теософия и астрология, проекта, который был предложен Кальтенбруннером, и к которому Г. Гиммлер проявлял живой интерес.
После окончания Второй мировой войны Пауль Диттель оказался в британском плену и был заключен в тюрьму. Успешно свёл к минимуму свою роль в разграблении культурных ценностей оккупированных стран. После освобождения переехал в Мёнхенгладбах, где работал простым чиновником до 1973 года.